# Еър
Вижте пояснителната страница за други значения на Еър.
Еър (на английски: Ayr) е град в югозападна Шотландия, административен център на област Южен Еършър. Населението му е около 47 000 души (2011).
Разположен е на 36 метра надморска височина в югозападния край на Средношотландската низина, на брега на залива Фърт ъф Клайд и на 50 километра южно от Глазгоу. Селището е основано през 1205 година и през следващите столетия е център на графство Еършър.

## Известни личности
Родени в Еър
- Дрю Макинтайър (р. 1985), кечист
- Лорънс Рийс (р. 1957), историк